# Hôtels Scandic
Scandic Hotels est une chaîne nordique d'hôtels basée à Stockholm en Suède. 

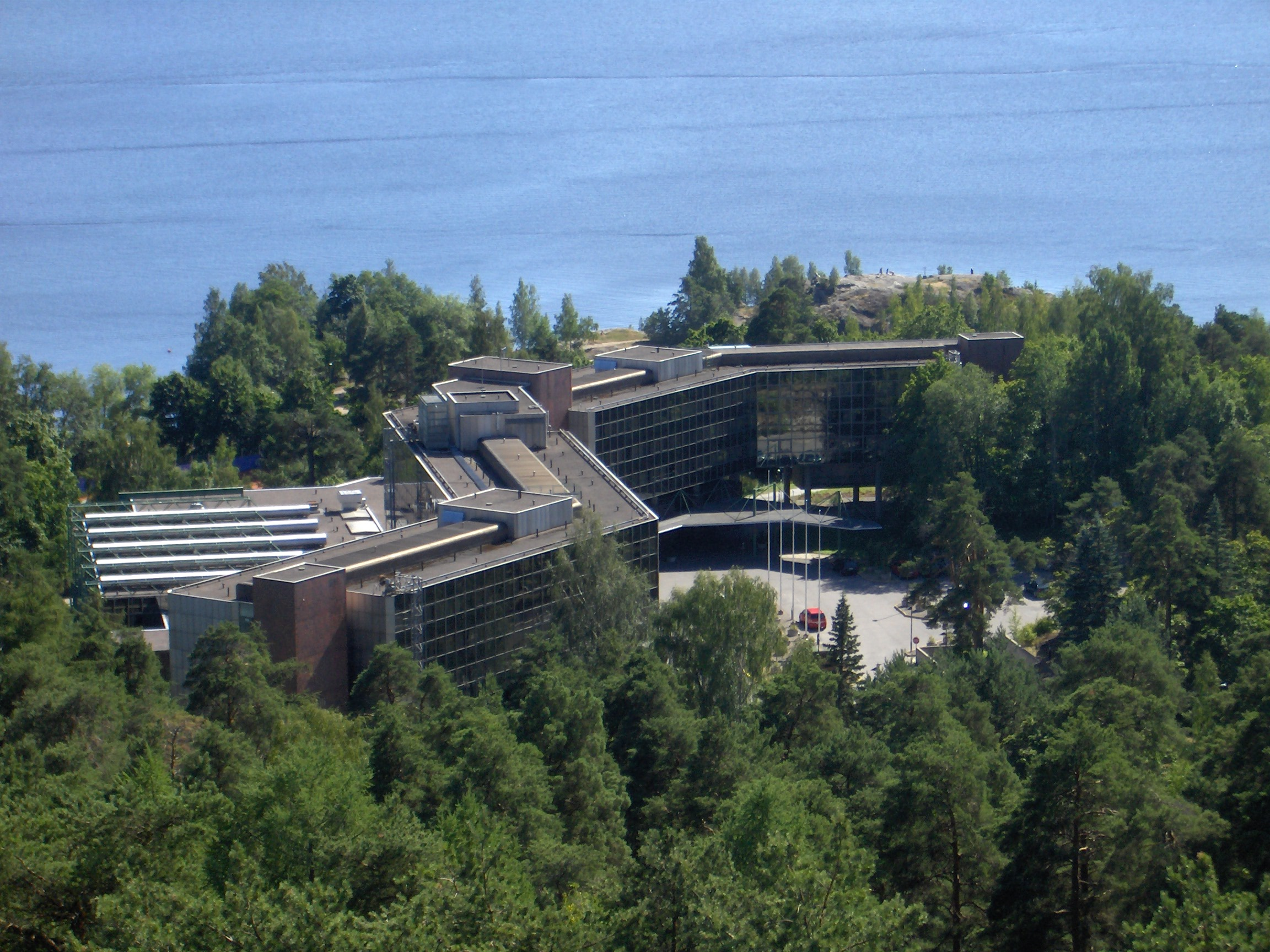
Hôtel Scandic à Tampere, Finlande

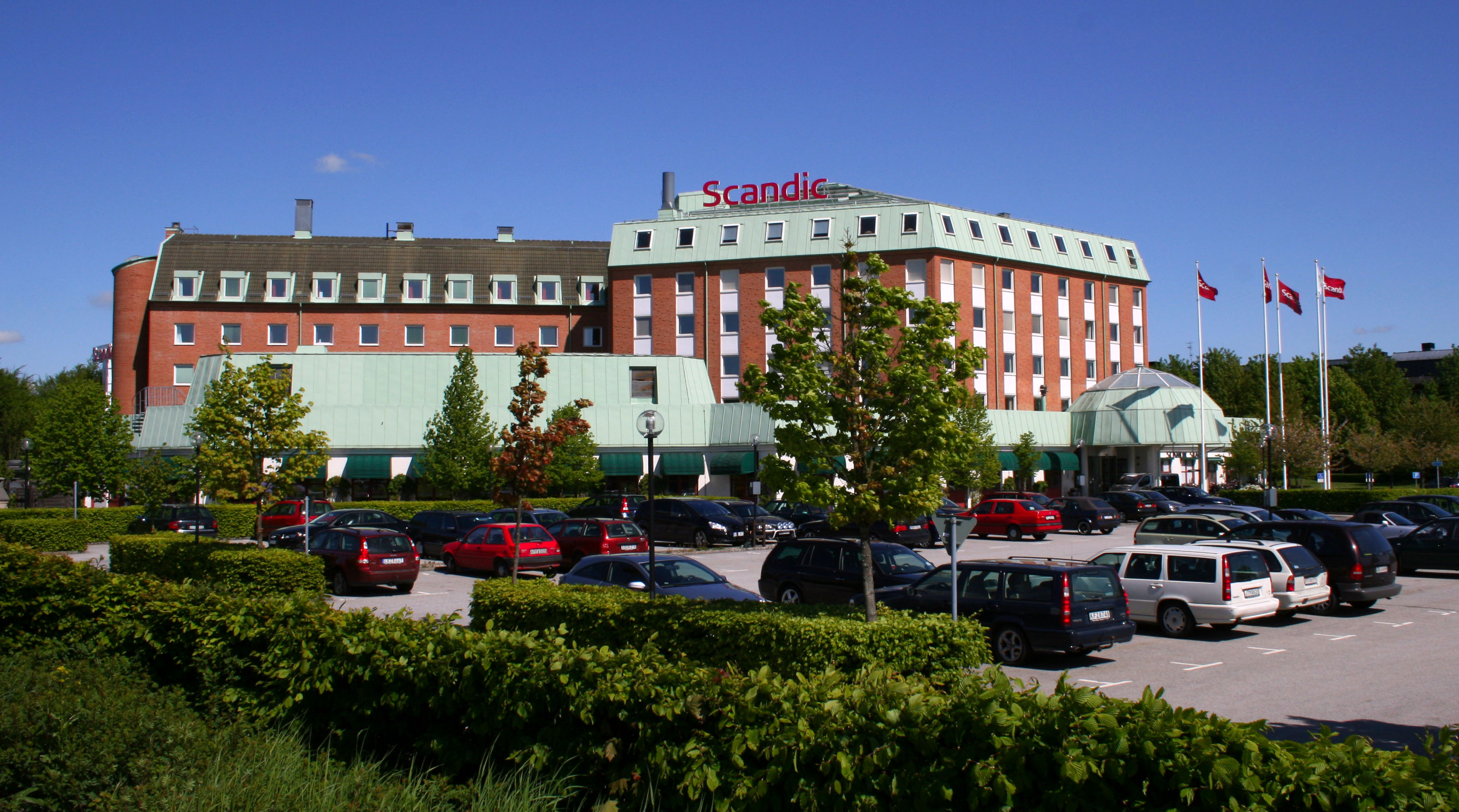
Hôtel Scandic à Lund, Suède

## Historique
En septembre 2011, Scandic inaugure à Kista la Scandic Victoria Tower, alors le plus grand hôtel des pays nordiques avec 34 étages. En 2014, Scandic rachète la société hôtelière Rica Hotels et ses 72 hôtels, ce qui lui permet d'augmenter son nombre d'hôtels de 50%. En janvier 2017, Scandic reprend le Grand Hôtel d'Oslo.
En 2020, Scandic lance sa nouvelle marque Scandic GO positionnée sur une offre économique et moderne, et applique la marque à 5 hôtels du groupe. Scandic lance également le plus grand réseau d'espaces de cotravail dans les pays nordiques, avec 270 adresses. En mars 2020, Scandic réduit ses effectifs en Suède de 50 % pour faire face à la crise économique liée à la pandémie de Covid-19.

## Présentation
La chaîne est la propriété d'EQT Partners.
Elle a des activités principalement dans les pays nordiques. 
En 2018, Scandic hotels possède 280 hôtels dans six pays: en Suède, Norvège, Finlande, Islande, Îles Féroé et au Danemark.
La chaîne est aussi présente en Belgique, Allemagne et en Pologne.